# Lenkerhof
Koordinaten: 46° 27′ 14,8″ N, 7° 26′ 10,5″ O; CH1903: 599817 / 144753
Das Lenkerhof gourmet spa resort ist ein Fünfstern-Superior-Hotel in der Lenk, einer Gemeinde im Simmental des Schweizer Kantons Bern. Das Hotel blickt auf eine über 350 Jahre alte Geschichte als Kurbad mit eigener Quelle zurück. Frühere Namen waren Kurhaus Bad Lenk (bis 1878), Grand Hôtel Bains de la Lenk (bis ca. 1900), Grand Hotel Kurhaus Lenk (bis 1977), Kurhotel Lenkerhof (bis 2002) sowie Lenkerhof Alpine Resort (bis 2012).

## Geschichte

### Hohliebibedli

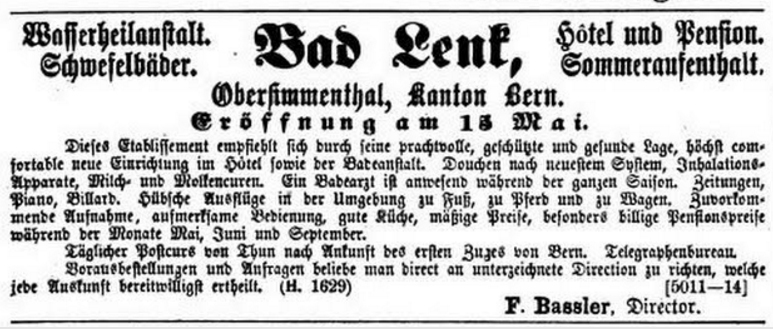
Inserat für Bad Lenk in der Allgemeinen Zeitung München 1871

Bereits Anfang des 17. Jahrhunderts nutzten Reisende und Einwohner die schwefel- und eisenhaltige Hohliebiquelle an der westlichen Talseite des Dorfes Lenk. Am 6. April 1689 erteilte die Stadt Bern hierfür dem Lenker Christen Perreten die erste Badekonzession. Die Konzession für ein Bad mit Tavernenrecht ging um 1769 verloren. Nachdem der Apotheker Karl Friedrich Morell am 10. Januar 1796 erste rudimentäre Wasseranalysen durchgeführt hatte, wurde die Quelle eingefasst und auf einer nahe gelegenen Anhöhe ein Badehaus errichtet, welches fortan Hohliebibedli genannt wurde. 1813 beantragte Johannes Rieben eine Konzession für ein Wirtshaus. Der Kanton Bern veranlasste daraufhin eine zweite Wasseranalyse der beiden Quellen durch den Apotheker Pagenstecher, wies das Gesuch 1814 aber ab. Ein gleiches Gesuch durch Jakob Bächler 1823 wurde ebenfalls abgelehnt. 1831 folgte noch eine Klage wegen des Sittenverfalls beim Baden.
Nach einer weiteren umfänglichen Untersuchung der Quelle 1841 auf ihre Inhaltsstoffe durch Ludwig Rudolf von Fellenberg wurde empfohlen, deren Wasser mit dem der auf dem Gelände befindlichen Balmquelle sowie einer Eisenquelle, die man fortan als Badquelle bezeichnete, zu mischen. 1843 kaufte alt Amtsrichter Christian Marggi die Quelle und errichtete zur touristischen Nutzung angrenzend ein Kurbad, welches aber nicht vollständig fertig gestellt werden konnte, da eine amtliche Konzession für den Ausschank verweigert wurde.
Im Jahr 1857 gründete Marggi, jetzt Gerichtspräsident, mit zwei Ärzten, den Herren Locher aus Biel und Hauser in Gurnigel sowie dem Bündner Hotelier Peter Vernier die Badegesellschaft Lenk AG. Die Gesellschaft erwarb weitere Liegenschaften und vollendete die Bauarbeiten nach einem neuen umfassenderen Plan. Die Quelle wurde neu gefasst. Das Badehaus wurde verlängert und die Badeeinrichtungen für Dampfheizung eingerichtet. Alle Gebäude wurden mit Hydranten ausgestattet. Insgesamt entstand so ein Kurbad mit ungefähr 30 Wohn- und sechs Badezimmern, Gastronomie und Baderäumen, welches 1858 seinen Betrieb aufnahm, aber nur jeweils drei Monate im Sommer geöffnet war.

### Kuranstalt Bad Lenk
Um 1862 errichtete die Badgesellschaft ein neues Kurbad mit zwei Gebäuden mit insgesamt 80 Zimmern und 24 Baderäumen, Dusch- sowie Dampfbädereinrichtungen. 1864 zahlte Peter Vernier die zurückgetretenen Gesellschafter aus und übernahm das Kurbad zusammen mit den Quellen und allen Gebäuden alleine. Noch im selben Jahr wurden die Gebäude mit einer Galerie verbunden und das Kurbad als Kuranstalt Bad Lenk unter Direktor F. Bassler fortgeführt. 1876 erfolgte eine weitere wissenschaftliche Wasseranalyse durch Schwarzenbach und Müller. Medizinische Indikationen waren nach einer Verlautbarung in der Schweizerischen medizinischen Wochenschrift von 1878: entzündliche Lungenaffectionen, verdacht auf Tuberculose, chronische Leberkrankheiten, Catarrh der Schleimhäute, besonders der Blase, Frauenkrankheiten, Hauterkrankungen. Ab dieser Zeit begann die Blüte, und es entstanden in den Folgejahren eine Reihe von Rezensionen unter anderem in Westermanns Monatsheften 1867, dem Jahrbuch für Balneologie, Hydrologie und Klimatologie 1878 oder in Brockhaus Allgemeine Enzyklopädie der Wissenschaften von 1889.

### Grand Hôtel Bains de la Lenk

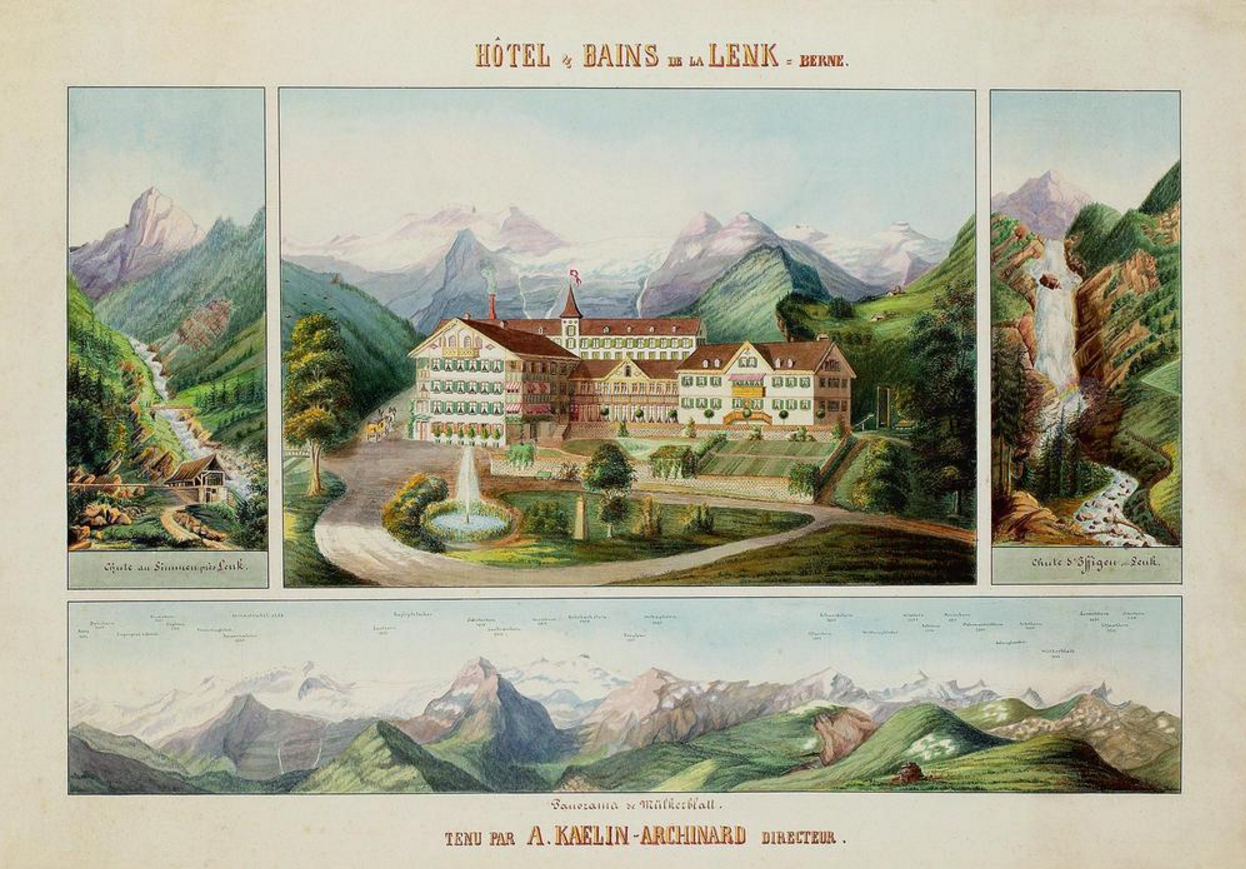
Bains de la Lenk
Lithografie Mitte des 19. Jahrhunderts

Am 16. Juli 1878 vernichtete ein Brand fast den gesamten Dorfkern der Lenk. Zwar blieben Bad und Kurhaus verschont aber viele Einheimische wanderten aus. Seitdem wurde das Bad als Grand Hôtel Bains de la Lenk unter der Leitung von Antoine Kaelin-Archinard betrieben. 1884 wurde Georg Jonquiere Badearzt und Pierre Vernier übernahm die Betriebsleitung des Kurzentrums. Bis 1885 folgten zusätzliche Erweiterungen des Hotels bis auf 150 Zimmer.
Für die Erschliessung der Lenk als Fremdenort waren die 1902 eröffnete Spiez-Erlenbach-Zweisimmen-Bahn sowie ab 1905 die Bahnlinie Montreux–Zweisimmen bedeutsam, die 1912 bis zur Lenk verlängert wurden.

### Grand Hotel Kurhaus Lenk
Um das Jahr 1900 wurde der Name des Hotels zu Grand Hotel Kurhaus Lenk geändert. Über die Zeit des Ersten und Zweiten Weltkriegs ist nur wenig bekannt.
Mit der Einweihung der ersten Lenker Bergbahn auf die Balmen am 12. Dezember 1937, genannt Funi, erweiterte sich die touristischen Struktur über den Badeaufenthalt hinaus zum Wintersport.
1947 schied Otto Rindlisbacher als Direktor des Grandhotels aus und übernahm das Restaurant im Tierpark Dählhölzli in Bern. Zu dieser Zeit war das Kurhaus Lenk der wichtigste Badebetrieb im Kanton Bern.

### Kurhotel Lenkerhof
Im Jahr 1969 beabsichtigte die Besitzerfamilie Vernier, das Kurhaus einer massentouristischen Organisation zu überlassen, was auf Kritik in der Gemeinde stiess. Um dies zu verhindern, gründete der Lenker Hotelier Samuel Perrollaz eine Auffanggesellschaft. Mit dieser erwarb er mit einem Kapital von 1,2 Millionen Franken sowie Unterstützung durch die Gemeinde das Objekt und überführte es im Dezember 1969 in die Grand Hotel Bad- und Kurhaus AG Lenk. Zusätzlich zur fast vollständigen Innenrenovierung des Hotels mit seinen 105 Zimmern entstanden ab 1972 Pläne zum Neubau einer Kurabteilung mit Hallenbad. Ein erster Projektentwurf der Architekten Glaus/Antes aus Zürich sah Baukosten von 18 Millionen Franken vor. Diese Summe wurde nach einer Wirtschaftlichkeitsberechnung auf rund 8 Millionen Franken reduziert. Zur Realisierung wurde das Aktienkapital bis 1975 auf 4,5 Millionen Franken erhöht, woran sich sowohl die Gemeinde Lenk mit 500'000 Franken beteiligte, als auch viele Einwohner und Stammgäste. Weiteres Kapital kam durch den Verkauf einiger Grundstücke an die bernische Wirtschaftsförderung sowie durch Fördermittel in Höhe von 3,9 Millionen Franken hinzu. Der Rest der Baukosten in Höhe von insgesamt 8,252 Millionen Franken wurde fremdfinanziert. Nach Plänen der Zürcher Architekten Glaus, Allemann und Partner entstand in ca. 13 Monaten bis 1977 ein neues Kurzentrum mit einem markanten Dachreiter als Restaurant und öffentlich zugänglichem Hallenbad. Nach Beschluss des Verwaltungsrats unter Präsident Jost Krippendorf wurde der Name in Kurhotel Lenkerhof geändert. Kurarzt war Rudolf Komar, die Leitung von Hotel und Kurzentrum übernahmen Peter C. und Ursi Taylor. Bis 1984 wurden im Nachgang noch einige alte Gebäudeteile im hinteren Bereich abgebrochen.
Um das Jahr 1990 wurde das Hotel nochmals durch einen Anbau erweitert. Aufgrund der Revision des Krankenversicherungsgesetzes blieben ab 1994 die Kurgäste aus. Am 31. Mai 1996 musste die Kurhotel Lenkerhof AG Konkurs anmelden und wurde mit Verfügung vom 24. Februar 1998 nach geschlossenem Konkursverfahren im Handelsregister gelöscht. Das Hotel ging infolge in das Eigentum der Berner Kantonalbank über. Nach der neuerlichen Teilrevision des Krankenversicherungsgesetzes wurde das Kurzentrum Bad Lenk am 17. Januar 2001 vom Eidgenössischen Departement des Innern wieder als Heilbad anerkannt.

### Lenkerhof Alpine Resort
2001 übernahm der Investor Jürg Opprecht nach der Immobilienpleite der Berner Kantonalbank das damalige Kurhotel Lenkerhof von deren Bad Bank Dezennium AG in die Hotel Lenkerhof AG und entwickelte zusammen mit Hans-C. Leu unter dem Titel jugendlichstes 5* Hotel der Schweiz ein eigenes und unkonventionelles Betriebskonzept. Ab 2001 wurde das Hotel nach Plänen der Architekten Jaggi & Partner, Gstaad, praktisch komplett erneuert sowie das Kurzentrum zu einem Spa ausgebaut. Die Investitionssumme betrug ca. 40 Millionen Franken. Am Freitag, dem 13. Dezember 2002, wurde der Lenkerhof als Fünfsternehotel Lenkerhof Alpine Resort wieder eröffnet. Die Leitung in der Bau- und Startphase übernahmen Philippe Frutiger als Direktor und Urs Gschwend als Küchenchef. Ab 2003 kam Rolf Fliegauf als Sous Chef hinzu.
Zwar führten Wellnessboom und Trend zum Gesundheitsurlaub zu einem Höhenflug des Badens, aber der Begriff des Heilbades war eher mit «krank» und «alt» negativ besetzt, so dass Fitnessangebote und therapeutische Dienstleistungen verstärkt in den Fokus rückten. Um eine Neuorientierung im Luxussegment der Hotellerie zu erleichtern, wurde der Betrieb 2004 wieder von der Liste der Heilbäder genommen. Im Jahr 2005 übernahmen Daniela und Daniel Borter die Leitung des Hotels von Daniela und Philippe Frutiger, die zusammen mit Rolf Fliegauf zur Giardino Hotel Group wechselten. Nach dem Ausscheiden auch von Urs Gschwend 2007 übernahm Jan Leimbach die Leitung der Küche und wurde 2009 Hotelkoch des Jahres.
Seit 2014 ist Stefan Lünse Küchenchef im Lenkerhof.

### Lenkerhof gourmet spa resort
Ende 2010 übernahmen Jan Stiller und Heike Schmidt die Leitung des Hotels. Bis zu seinem Ausscheiden 2012 erkochte Jan Leimbach dem Lenkerhof 17 Punkte im Gault-Millau. Ihm folgte Andreas Haseloh. Im Jahr 2012 wurde der Name des Hotels im Rahmen einer Neuausrichtung auf Lenkerhof gourmet spa resort geändert und man übernahm den Betrieb des Bergrestaurants Bühlberg nach Ausscheiden des Pächters in Eigenregie. Das Restaurant wurde dazu aufwändig renoviert und um Terrasse und Spielplatz erweitert. Für zusätzliche Erweiterungsbauten am Hotel wurde im selben Jahr von der Gemeinde die Überbauungsordnung Kurzone Nr. 12 Lenkerhof geändert und 2013 dem Verkauf zweier Baufelder am Standort der ehemaligen MSA-Kantine aus Gemeindebesitz an die Hotel Lenkerhof AG zugestimmt.
2016 wechselte das Amt des Verwaltungsratspräsidenten der Hotel Lenkerhof AG von Eigentümer Jürg Opprecht auf Roland Berger. Im gleichen Jahr wurde der Betrieb um zwei im Ortskern neu erbaute Mitarbeiterhäuser nach Plänen von Ateliermarti Architekten erweitert. Die Investition betrug 10 Mio. Franken.

## Hotel
Das Lenkerhof gourmet spa resort wird betrieben von der Hotel Lenkerhof AG mit Sitz in der Lenk. Das Hotel liegt unterhalb der Balmenquelle am Fuss des Betelbergs in exponierter Alleinlage auf ca. 1100 Meter ü. M. Es verfügt über 83 Zimmer, einen Wellnessbereich sowie verschiedene Restaurants. Eines davon, das Restaurant Spettacolo, ist unter Küchenchef Stefan Lünse seit 2017 mit 16 Gault-Millau-Punkten ausgezeichnet. Eine Cigar Lounge und ein spezielles Restaurant für Kinder (Der Kleine Prinz) sind ebenfalls vorhanden. Für Tagungen und Events verfügt das Hotel über vier Seminarräume (zwei davon können zusammengelegt werden), die unter dem Namen «DenkTank Lenk» angeboten werden.
Zum Lenkerhof gehören seit 2012 ausserdem das auf 1664 Meter ü. M. befindliche Bergrestaurant Bühlberg sowie die nur in der Wintersaison geöffnete Südschnee-Bar an der Talstation des Sessellifts Bühlberg–Hahnenmoos auf 1660 Meter ü. M.
Das Hotel ist seit 2012 Mitglied der Vereinigung Relais & Châteaux und wurde 2012 zu den zehn besten Wellness-Hotels Europas gezählt. Es wird in namhaften Reiseführern beschrieben und ist auf allen gängigen Portalen buchbar.

### Schwefelquelle und Spa
Drei Quellen gehören zum Lenkerhof:
- Die Hohliebiquelle ist mit 52 cm³ H2S / l die stärkste Schwefelquelle der Alpen.
- Die Balmenquelle mit nur 2,8 cm³ H2S / l wurde auch zum Trinken angeboten.
- Die Badquelle mit hohem Eisengehalt.

Für das 2000 m² grosse Spa des Lenkerhofs mit dem Namen 7sources beauty & spa wird heute nur noch das Wasser der Balmenquelle für Anwendungen und im Aussenbad verwendet. Der Name ist eine Anlehnung an die sieben Quellen der Simme (Siebenbrünnen). Es verfügt über ein Aussen- und Innenbecken mit 34 bzw. 28 Grad Celsius Wassertemperatur, Fitnessstudio, Saunalandschaft mit sieben Saunen und Dampfbad, sowie einen Bereich für Kosmetik- und Wellness-Behandlungen.

## Auszeichnungen
- 2005: Hotel des Jahres bei Gault-Millau[40]
- 2006–2012: 6 × Geo Saison Award[45]
- 2017: Platz 3 in der Kategorie Genusslocations sowie Platz 3 für das Bergrestaurant Bühlberg in der Kategorie Hochzeitslocations der Swiss Location Awards[47]

## Besonderes
- Zwischen den beiden Weltkriegen verbrachte Archibald Montgomery-Massingberd mehrere Winter als Gast im Bad Lenk.[4]
- Im Kurhaus Lenk gelang dem Schweizer Zahnarzt Hans von Weissenfluh um das Jahr 1937 der Nachweis der pharmakologischen Wirksamkeit von Mundspülungen anhand einer Studie in deren Verlauf er dort 30 Patienten mit Schwefelwasser als Mundspülung behandelt hatte. Die Idee kam ihm nach Beobachtungen der Wirksamkeit von Schwefel-Inhalationen auch im Mundraum. Daraus entwickelten sich bis heute anerkannte Therapien in der Stomatologie. Weissenfluh gilt als Erfinder der ersten Munddusche.[48]
- Die Eltern von Hoteldirektor Jan Stiller betrieben von 1978 bis 1994 das Bergrestaurant Bühlberg.[43]
- In Rahmen einer Reportage war Hotelier-Chefredaktor Hans R. Amrein 2015 eine Woche Manager auf Zeit im Lenkerhof.[1]
- Das Hotel unterstützt die vom Eigentümer Jürg Opprecht 1999 gegründete Stiftung BPN (Business Professionals Network) zur Förderung von Handwerkern in ausgewählten Ländern, um sie zu Kleinunternehmern zu machen mit dem Ziel der Arbeitsplatzsicherung.[49]